# موسى بن مصطفى العبيدان
موسى بن مصطفى العبيدان، شاعر وباحث ومؤلف وأستاذ جامعي له مؤلفات عدة ومشاركات ثقافية فاعلة في منطقة تبوك بالمملكة العربية السعودية.

## تعليمه
تلقى تعليمه العام في مدينة عرعر، ثم التحق بالتعليم الجامعي بجامعة الملك سعود وتخرج في عام 1397هـ/1996م من قسم اللغة العربية، ونال درجة الماجستير من الجامعة ذاتها وكان عنوان رسالته (اختلاف الإعراب في القراءات السبع: توجيهه وعلاقته بالمعنى)، ثم حصل على الدكتوراه من الجامعة نفسها وكانت أطروحته بعنوان: (دلالة تراكيب الجمل عند الأصوليين)و وطبع البحثين في كتابين.

## أعماله
- معلم في مدينة عرعر.
- رئيس قسم اللغة العربية بكلية المعلمين في تبوك.
- عميد كلية المعلمين في تبوك.

## إسهاماته الثقافية
- عضو مجلس إدارة نادي تبوك الأدبي.
- نائب رئيس نادي تبوك الأدبي.
- رئيس تحرير مجلة أفنان الصادرة عن نادي أدبي تبوك.
- المشرف على المجلة الثقافية الصادرة عن كلية المعلمين في تبوك.
- عضو المجلس التعليمي لإدارة التربية والتعليم في منطقة تبوك.
- رئيس مجلس مركز البحوث التربوية في كلية المعلمين بتبوك.

## مؤلفاته
- مسيرة الدعوة الإسلامية.
- مدينة ضباء بين الماضي والحاضر.
- تباريح وجد (ديوان شعر).
- اختلاف الإعراب في القراءات السبع: توجيهه وعلاقته بالمعنى.
- دلالة تراكيب الجمل عند الأصوليين.
- الأدب في شمال غرب الجزيرة العربية قديمًا وحديثًا.
- دراسات ف يالأدب الحديث.
- لهجة بني كلاب.
- دلالات حروف الجر الوظيفية وتطبيقاتها في القرآن الكريم من أول البقرة إلى نهاية الأنعام.
- الشعر على طريق الحاج المصري والشامي.
- في نحو القرآن والقراءات.
- اللهجات بين الدراسات اللغوية القديمة والحديثة.[1]

## وصلات خارجية
- في ليلة وفاء.. جمعية الثقافة والفنون بتبوك تكرم الدكتور موسى العبيدان